# Phiomicetus
Phiomicetus è un genere di balene protocetidi vissuto tra 43 e 42 milioni di anni fa durante il periodo Luteziano (Eocene medio) nell'attuale Egitto. Aveva mascelle potenti e denti grandi che gli avrebbero permesso di cacciare e sbranare prede di grandi dimensioni.

## Scoperta e denominazione
Phiomicetus è stato rinvenuto nel 2008 ad Al Amaim, che si trova sul margine meridionale del Wadi Al-Ruwayan nella depressione del Fayum, nel deserto occidentale dell'Egitto. Il campione olotipico, MUVP500, è lo scheletro parziale di un singolo individuo che include il cranio, la mandibola destra, una mandibola sinistra incompleta, diversi denti, la quinta vertebra cervicale, la sesta vertebra toracica, la sesta costola sinistra e una costola destra isolata. Il Phiomicetus è la prima balena estinta ad essere scoperta, descritta scientificamente e nominata da un team di paleontologi arabi.
Il nome generico Phiomicetus deriva dalla depressione del Fayum, la località tipo in cui è stato scoperto, e dal termine latino cetus che significa "balena". Il nome specifico anubis deriva da Anubi, l'antico dio egiziano della morte, della mummificazione, dell'aldilà e degli inferi. Anubi è solitamente raffigurato come un uomo con la testa di un canide e gli autori hanno scelto il nome a causa della somiglianza superficiale tra i crani dei protocetidi e dei canidi.

## Descrizione
Phiomicetus è collocato nella famiglia semiacquatica transitoria dei Protocetidae, di cui è il membro più basale. È uno degli anelli di congiunzione del processo evolutivo dei cetacei (che in 10 milioni di anni, a partire da circa 50 milioni di anni fa, da creature terrestri erbivore di taglia media e simili a cervidi si sono trasformati in mammiferi carnivori a forma di pesci).
Si tratta di un animale anfibio a 4 zampe che, come tutti i protocetidi, aveva grandi arti anteriori e posteriori che potevano sostenere il corpo sulla terra. Si stima che la sua lunghezza corporea fosse di 3 metri e la massa corporea di 600 chilogrammi. Le caratteristiche del cranio e della mandibola - molto sviluppata e dotata di denti acuminati - suggeriscono che Phiomicetus avesse grandi muscoli temporali nella mascella; combinato con i modelli di usura dei denti, ciò suggerisce un «marcato stile predatorio» con grandi pesci, tartarughe e potenzialmente altre balene come prede, simili alle moderne orche mangiatrici di foche. Ciò dimostrerebbe che la specializzazione nella predazione dei procetidi si era già affermata in una forma semi acquatica ben prima che la struttura affusolata, a pesce, venisse acquisita. Le lunghe spine neurali sulle sue vertebre toraciche suggeriscono che fosse in grado di sostenere il proprio peso sulla terra.